# 오병문 (1899년)
오병문(吳炳文, 일본식 이름: 淸村炳文, 1899년 ~ 1950년)은 일제강점기의 관료이며, 대한민국의 기업인이다.

## 생애
충청북도 청주시 출신으로 청주농림학교를 졸업했다. 학교를 졸업하고 충청북도 내무부 회계과에서 근무하기 시작하면서 조선총독부 관리가 되었다.
이후 충북 내무부 지방과와 영동군, 충주군, 옥천군, 총독부 전매국 전주지방전매국 대전출장소 여러 지역에서 근무했으며, 일제 강점기 말기인 1939년에 진천군 군수로 발탁되었다. 진천군수이던 1941년에 종7위에 서위되어 있었다.
진천군에 이어 제천군 군수를 지냈고, 태평양 전쟁 종전 후에는 기업인으로 전업했다.
조선식량영단 후신인 대한식량공사 경리부장을 지내던 중, 1949년에 비리 사건이 적발되어 이사진이 물러나면서 후임 이사에 임명되었다.
한국 전쟁 발발 직전 쌀값이 폭등하는 등 식량 문제가 문제가 되었을 때, 식량 배급제를 실시해서 어려운 상황을 타개해야 한다고 주장하는 측에 서 있었다. 이때 직함은 대한금융조합병합회의 양곡 담당 이사였다.
한국 전쟁 개전 초기에 거주지인 서울에서 실종되었다. 조선민주주의인민공화국으로 납치된 것으로 추정된다.
2008년 발표된 민족문제연구소의 친일인명사전 수록예정자 명단 중 관료 부문에 포함되었다.

## 참고자료
- 오병문(吳炳文) - 국사편찬위원회